# Henkels Plattschwanzgecko
Henkels Plattschwanzgecko (Uroplatus henkeli), auch Henkels Blattschwanzgecko genannt, ist eine Art aus der Gattung der Blattschwanzgeckos (Uroplatus) und kommt ausschließlich in den primären Tieflandregenwäldern der Sambirano-Region im Nordwesten sowie den laubwerfenden Trockenwäldern im Westen Madagaskars vor. Durch fortschreitende Abholzung der Wälder verschwindet jedoch nach und nach der natürliche Lebensraum dieser Tiere. Der Plattschwanzgecko ist nach dem Washingtoner Artenschutzabkommen (WA II) geschützt.

## Lebensweise

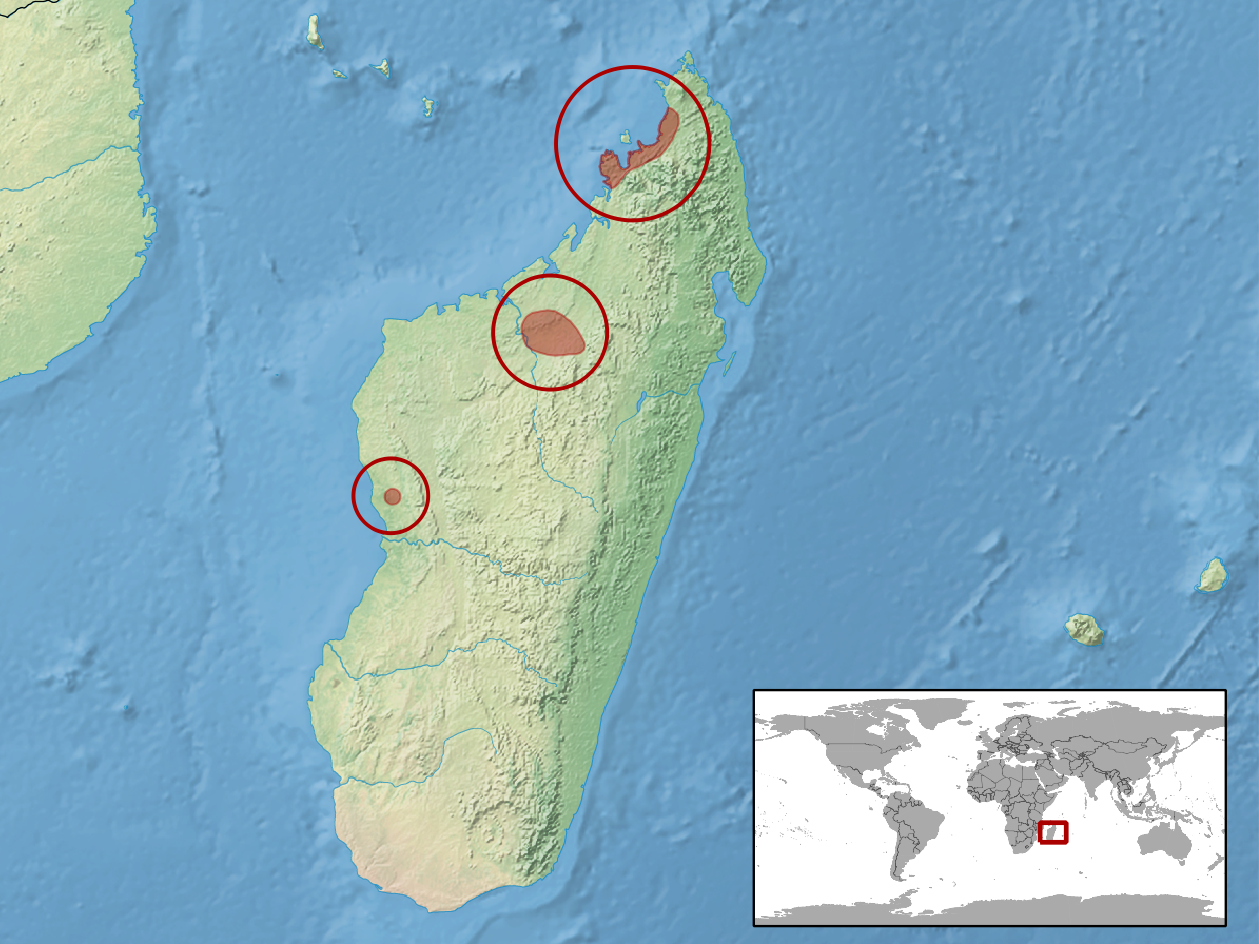
Verbreitungsgebiet nach IUCN

Die meiste Zeit des Tages sitzen die einzelgängerischen Uroplatus henkeli kopfunter in einer Höhe von 70 bis 130 Zentimeter an den Stämmen kleinerer Bäume, Büsche oder Bambuspflanzen, wo sie auf Grund ihrer Färbung sehr gut getarnt sind. In der Nacht klettern sie weiter nach oben, wo sie Insekten jagen. Einige Tiere wurden in 5 Meter Höhe gefunden. Am Boden sind die Tiere nur zur Eiablage anzutreffen. Bedrohte Tiere können innerhalb von Sekunden ihre Farbe ändern und mit weit aufgerissenem Maul einen lauten Bedrängnisruf von sich geben.

## Reproduktion
Die Weibchen dieser Art legen in der Regel zwei Eier, auch Gelege mit vier Eiern wurden schon gefunden. Über 90 Tage nach der Eiablage schlüpfen die Jungtiere mit einer Körperlänge von sechs Zentimeter. Adulte Tiere erreichen eine Kopf-Rumpf-Länge von 12 bis 16 Zentimeter und eine Gesamtlänge von 25,5 Zentimeter.

## Erscheinung
Uroplatus henkeli hat einen langgestreckten, abgeflachten Kopf. Durch laterale Hautfransen entlang des Kopfes, des Körpers und der Beine sind diese Tiere in ihrer Form farblichen Mustern ihrer Unterlage gut angepasst. Die Zeichnung ist bei Männchen meist gröber als bei Weibchen. Oft ist der Rücken hell mit geschlängelten Linien dunklerer Färbung. Auch eine weiße Färbung mit feinen schwarzen Punkten sowie schwarzen Querstreifen auf dem Rücken ist möglich.